# Руа, Николя
Николя Руа (фр. Nicolas Roy; род. 5 февраля 1997, Амос) — канадский хоккеист, нападающий клуба «Торонто Мейпл Лифс» и сборной Канады по хоккею. Обладатель Кубка Стэнли 2023 года

## Карьера

### Клубная
На драфте НХЛ 2015 года был выбран в 4-м раунде под общим 96-м номером клубом «Каролина Харрикейнз». Он вернулся в команду «Шикутими Сагенинс», в которой стал новым капитаном и установил рекорд по набранным очкам, заработав 90 очков (42+48) и при этом он был включён в Первую команду всех звезд QMJHL.
9 апреля 2016 года подписал с «Каролиной» трёхлетний контракт новичка, но был переведён в фарм-клуб «Шарлотт Чекерс». Вернувшись в «Шикутими», он играл весь сезон и заработал 80 очков (36+44) и при этом второй раз подряд вошёл в Первую команду всех звезд QMJHL и получил Ги Карбонно Трофи, как лучший оборонительный форвард.
В сезоне 2017/18 он играл за «Шарлотт Чекерс» и занял восьмое место по показателям среди новичков лиги, заработав 38 очков (11+27). Дебютировал в НХЛ 7 апреля 2018 года в заключительном для команды матче регулярного сезона с «Тампой-Бэй Лайтнинг», который «ураганы» выиграли в овертайме со счётом 3:2.
В 2019 году в составе «Шарлотт Чекерс» он стал обладателем Кубка Колдера, при этом он играл результативно и в регулярном чемпионате и в плей-офф.
26 июня 2019 года был обменян в «Вегас Голден Найтс» на Эрика Хаулу. 27 октября 2019 года в матче с «Анахаймом» забросил первую шайбу в карьере и помог «Вегасу» победить со счётом 5:2.
22 апреля 2020 года продлил с клубом контракт на два года.
9 августа 2022 года подписал новый контракт с командой на пять лет.
30 июня был обменян в «Торонто Мейпл Лифс» на Митча Марнера.

### Международная
В составе юниорской сборной играл на ЮЧМ-2015, на котором канадцы завоевали бронзовые медали.
В составе молодёжной сборной Канады играл на МЧМ-2017, где завоевал серебряные медали.
В составе сборной Канады стал серебряным призёром на ЧМ-2022; на турнире заработал 5 очков (1+4).

## Статистика
| Легенда | Легенда                    | Легенда | Легенда                   | Легенда | Легенда    |
| ------- | -------------------------- | ------- | ------------------------- | ------- | ---------- |
| И       | Количество проведённых игр | Штр     | Штрафное время            | +/−     | Плюс-минус |
| Г       | Голы                       | П       | Голевые передачи          | О       | Очки       |
| -       | Статистика неизвестна      | —       | Статистика не учитывалась |         |            |